# Denkmäler der Volksrepublik China (Zhejiang)
Die folgende Tabelle bietet eine Übersicht zu sämtlichen Denkmälern der Provinz Zhejiang (Abk. Zhe), die auf der Denkmalliste der Volksrepublik China stehen:
| Name                                                                                       | Beschluss | Kreis/Ort                                                    | siehe (auch)                                                                                      | Bild |
| ------------------------------------------------------------------------------------------ | --------- | ------------------------------------------------------------ | ------------------------------------------------------------------------------------------------- | ---- |
| Liuhe ta 六和塔                                                                            | 1-72      | Hangzhou Shi 杭州市                                          | Pagode der Sechs Harmonien (Liuhe-Pagode) (Hangzhou)                                              |      |
| Baoguo si 保国寺                                                                           | 1-90      | Ningbo Shi 宁波市                                            | Tempel zum Schutz des Staates (Ningbo)                                                            |      |
| Yue Fei mu 岳飞墓                                                                          | 1-176     | Hangzhou Shi 杭州市                                          | Mausoleum des Generals Yue Fei (Hangzhou)                                                         |      |
| Feilaifeng zaoxiang 飞来峰造像                                                             | 2-15      | Hangzhou shi 杭州市                                          | Feilaifeng-Felsskulpturen (Hangzhou)                                                              |      |
| Tianyi ge 天一阁                                                                           | 2-31      | Ningbo shi 宁波市                                            | Tianyi-Pavillon (Tianyige-Bibliothek) (Ningbo)                                                    |      |
| Hemudu yizhi 河姆渡遗址                                                                    | 2-49      | Yuyao shi 余姚市                                             | Hemudu-Stätte (der neolithischen Hemudu-Kultur) (Yuyao)                                           |      |
| Taiping tianguo Shiwang fu 太平天国侍王府                                                  | 3-5       | Jinhua shi 金华市                                            | Amtssitz des Prinzen Shi des Himmlischen Reiches des Großen Friedens (Taiping tianguo) (Jinhua)   |      |
| Shaoxing Lu Xun guju 绍兴鲁迅故居                                                          | 3-8       | Shaoxing shi 绍兴市                                          | Ehemaliger Wohnsitz von Lu Xun in Shaoxing (Shaoxing)                                             |      |
| Mao Dun guju 茅盾故居                                                                      | 3-13      | Tongxiang shi 桐乡市                                         | Ehemaliger Wohnsitz von Mao Dun (Shen Yanbing) (Tongxiang)                                        |      |
| Qiu Jin guju 秋瑾故居                                                                      | 3-17      | Shaoxing shi 绍兴市                                          | Ehemaliger Wohnsitz von Qiu Jin (Shaoxing)                                                        |      |
| Tashan yan 它山堰                                                                          | 3-55      | Ningbo shi 宁波市                                            | Tashan-Wehr (Ningbo)                                                                              |      |
| Guqiandao 古纤道                                                                           | 3-70      | Keqiao Qu 柯桥区                                             | Alter Treidelweg von Shaoxing (Stadtbezirk Keqiao)                                                |      |
| Huqingyu tang 胡庆余堂                                                                     | 3-79      | Hangzhou shi 杭州市                                          | Huqingyu tang (Museum für Traditionelle Chinesische Medizin) (Hangzhou)                           |      |
| Dongyang Luzhai 东阳卢宅                                                                   | 3-89      | Dongyang shi 东阳市                                          | Residenzen der Familie Lu in Dongyang (Dongyang)                                                  |      |
| Tianning si dadian 天宁寺大殿                                                              | 3-116     | Jinhua shi 金华市                                            | Haupthalle des Tianning-Tempels (Jinhua)                                                          |      |
| Zhakou baita 闸口白塔                                                                      | 3-142     | Hangzhou shi 杭州市                                          | Weiße Pagode in Zhakou (Hangzhou)                                                                 |      |
| Feiying ta 飞英塔                                                                          | 3-148     | Huzhou                                                       | Feiying-Pagode (Huzhou)                                                                           |      |
| Shanglin Hu Yueyao yizhi 上林湖越窑遗址                                                    | 3-222     | Cixi                                                         | Yue-Brennofenstätte am Shanglin Hu (Shanglin-See) (Cixi)                                          |      |
| Dayao Longquan yao yizhi 大窑龙泉窑遗址                                                    | 3-228     | Longquan                                                     | Stätte der Longquan-Keramikbrennöfen von Dayao (Longquan)                                         |      |
| Liangzhu yizhi 良渚遗址                                                                    | 4-8       | Hangzhou                                                     | Stätte der Liangzhu-Kultur (Hangzhou)                                                             |      |
| Dayu ling 大禹陵                                                                           | 4-77      | Shaoxing shi 绍兴市                                          | Dayu-Mausoleum (Shaoxing, Yu der Große)                                                           |      |
| Kongshi nanzong jiamiao 孔氏南宗家庙                                                       | 4-102     | Quzhou shi 衢州市                                            | Ahnentempel des Südlichen Klans der Konfuzius-Familie (Kong) (Quzhou)                             |      |
| Yanfu si 延福寺                                                                            | 4-121     | Wuyi xian 武义县                                             | Yanfu-Tempel (Kreis Wuyi)                                                                         |      |
| Zhuge, Changle cun minju 诸葛、长乐村民居                                                  | 4-138     | Lanxi shi 兰溪市                                             | Alte Dörfer Zhuge und Changle (Lanxi)                                                             |      |
| Puzhuangsuo cheng 蒲壮所城                                                                 | 4-139     | Cangnan xian 苍南县                                          | Puzhuangsuo-Festung (Kreis Cangnan)                                                               |      |
| Zhenhaikou haifang yizhi 镇海口海防遗址                                                    | 4-140     | Ningbo shi 宁波市                                            | Relikte der Küstenverteidigung von Zhenhai (Ningbo)                                               |      |
| Yuhai lou 玉海楼                                                                           | 4-171     | Rui'an shi 瑞安市                                            | Yuhai-Halle (Bibliothek) (Rui’an)                                                                 |      |
| Jiang shi guju 蒋氏故居                                                                    | 4-222     | Fenghua shi 奉化市                                           | Alte Residenz von Chiang Kai-shek (Fenghua)                                                       |      |
| Luojiajiao yizhi 罗家角遗址                                                                | 5-39      | Tongxiang shi 桐乡市                                         | Luojiajiao-Stätte (Neolithikum) (Tongxiang)                                                       |      |
| Majiabang yizhi 马家浜遗址                                                                 | 5-40      | Jiaxing shi 嘉兴市                                           | Majiabang-Stätte (der neolithischen Majiabang-Kultur) (Jiaxing)                                   |      |
| Xiagucheng yizhi 下菰城遗址                                                                | 5-41      | Huzhou shi 湖州市                                            | Xiagucheng-Stätte (Huzhou)                                                                        |      |
| Lin'an cheng yizhi 临安城遗址                                                              | 5-42      | Hangzhou shi 杭州市                                          | Relikte der Stadt Lin'an (Hangzhou)                                                               |      |
| Tiedian yao yizhi 铁店窑遗址                                                               | 5-43      | Jinhua                                                       | Stätte des Tiedian-Keramikbrennofens (Jinhua)                                                     |      |
| Zhenan shipengmu qun 浙南石棚墓群                                                          | 5-161     | Rui'an shi 瑞安市, Pingyang xian 平阳县, Cangnan xian 苍南县 | Hünengräber von Süd-Zhejiang (Rui’an, Kreis Pingyang, Kreis Cangnan)                              |      |
| Yinshan Yueguo wang ling 印山越国王陵                                                      | 5-162     | Shaoxing xian 柯桥区                                         | Yinshan-Mausoleum des Königs von Yue (Stadtbezirk Keqiao)                                         |      |
| Wuyueguo wangling 吴越国王陵                                                               | 5-163     | Lin'an shi 临安市                                            | Königsgräber des Wuyue-Reiches (aus der Zeit der Fünf Dynastien und Zehn Reiche) (in Lin’an)      |      |
| Guyue qiao 古月桥                                                                          | 5-289     | Yiwu shi 义乌市                                              | Guyue-Brücke (Yiwu)                                                                               |      |
| Huangshan Bamianting 黄山八面厅                                                            | 5-290     | Yiwu shi 义乌市                                              | Bamian-Halle des Dorfes Huangshan (Yiwu)                                                          |      |
| Guoqing si 国清寺                                                                          | 5-291     | Tiantai xian 天台县                                          | Guoqing-Tempel (Kreis Tiantai)                                                                    |      |
| Liu Ji miao ji mu 刘基庙及墓                                                               | 5-292     | Wencheng xian 文成县                                         | Tempel und Grab des Liu Ji (Kreis Wencheng)                                                       |      |
| Nange pailou qun 南阁牌楼群                                                                | 5-293     | Yueqing shi 乐清市                                           | Nange-Torbögen (pailou) (Yueqing)                                                                 |      |
| Qing'an huiguan 庆安会馆                                                                   | 5-294     | Ningbo shi 宁波市                                            | Gildenhalle von Qing'an (Ningbo)                                                                  |      |
| Huzhen sheli ta 湖镇舍利塔                                                                 | 5-295     | Longyou xian 龙游县                                          | Dagoba von Huzhen (Kreis Longyou)                                                                 |      |
| Rulong qiao 如龙桥                                                                         | 5-296     | Qingyuan xian 庆元县 u. a.                                   | Rulong-Brücke (Kreis Qingyuan) u. a.                                                              |      |
| Tongji yan 通济堰                                                                          | 5-297     | Lishui shi 丽水市                                            | Tongji-Wehr (Lishui)                                                                              |      |
| Fenghuang si 凤凰寺                                                                        | 5-298     | Hangzhou shi 杭州市                                          | Phönix-Moschee (Fenghuangsi) (Hangzhou)                                                           |      |
| Wenlan ge 文澜阁                                                                           | 5-299     | Hangzhou shi 杭州市                                          | Wenlan-Pavillon (Hangzhou)                                                                        |      |
| Yuyuancun gu jianzhuqun 俞源村古建筑群                                                     | 5-300     | Wuyi xian 武义县                                             | Alte Gebäude im Dorf Yuyuan (Kreis Wuyi)                                                          |      |
| Bazi qiao 八字桥                                                                           | 5-301     | Shaoxing shi 绍兴市                                          | Bazi-Brücke (Shaoxing)                                                                            |      |
| Lü fu 吕府                                                                                 | 5-302     | Shaoxing shi 绍兴市                                          | Haus Lü (Shaoxing)                                                                                |      |
| Gongchen ta 功臣塔                                                                         | 5-303     | Lin'an shi 临安市                                            | Gongchen-Pagode (Lin’an)                                                                          |      |
| Taizhou fu chengqiang 台州府城墙                                                           | 5-304     | Linhai shi 临海市                                            | Alte Stadtmauer von Taizhou (Linhai)                                                              |      |
| Taozhu cheng 桃渚城                                                                        | 5-305     | Linhai shi 临海市                                            | Stadt Taozhu (Linhai)                                                                             |      |
| Zhengyimen gu jianzhuqun 郑义门古建筑群                                                    | 5-306     | Pujiang xian 浦江县                                          | Alte Gebäude in Zhengyimen (Kreis Pujiang)                                                        |      |
| Yanguan haitang ji haishen miao 盐官海塘及海神庙                                           | 5-307     | Haining shi 海宁市                                           | Küstenuferdamm und Meeresgott-Tempel in Yanguan (Haining)                                         |      |
| Qiyuan 绮园                                                                                | 5-308     | Haiyan xian 海盐县                                           | Qi-Garten (Kreis Haiyan)                                                                          |      |
| Sishi gu minju jianzhuqun 斯氏古民居建筑群                                                 | 5-309     | Zhuji shi 诸暨市                                             | Alte Gebäude der Familie Si (Zhuji)                                                               |      |
| Shisi si 时思寺                                                                            | 5-310     | Jingning xian 景宁县                                         | Shisi-Tempel (Kreis Jingning)                                                                     |      |
| Yongchang bao 永昌堡                                                                       | 5-311     | Wenzhou shi 温州市                                           | Yongchang-Festung (Wenzhou)                                                                       |      |
| Jiayetang cangshulou ji xiaolianzhuang 嘉业堂藏书楼及小莲庄                                | 5-312     | Huzhou shi 湖州市                                            | Jiayetang-Bibliothek und Xiaolian- (Kleiner Lotos) Gut (Huzhou)                                   |      |
| Miaogouhou, Hengsheng shipaifeng 庙沟后、横省石牌坊                                        | 5-313     | Ningbo shi 宁波市                                            | Steinerne Torbögen von Miaogouhou und Hengsheng (Ningbo)                                          |      |
| Xiandu moya tiji 仙都摩崖题记                                                              | 5-448     | Jinyun xian 缙云县                                           | Xiandu-Felsinschriften (Kreis Jinyun)                                                             |      |
| Baocheng si Mahegela zaoxiang 宝成寺麻曷葛剌造像                                           | 5-449     | Hangzhou shi 杭州市                                          | Mahakala-Bildnisse im Baocheng-Tempel (Hangzhou)                                                  |      |
| Dongqian Hu shike 东钱湖石刻                                                               | 5-450     | Ningbo shi 宁波市                                            | Steinskulpturen am Dongqian-See (Ningbo)                                                          |      |
| Fantian si jingchuang 梵天寺经幢                                                           | 5-451     | Hangzhou shi 杭州市                                          | Sutrensäule des Fantian-Tempels (Hangzhou)                                                        |      |
| Xiling yinshe 西泠印社                                                                     | 5-486     | Hangzhou shi 杭州市                                          | Xiling Sigelschnitzer-Gesellschaft (Hangzhou)                                                     |      |
| Cai Yuanpei guju 蔡元培故居                                                                | 5-487     | Shaoxing shi 绍兴市                                          | Ehemaliger Wohnsitz von Cai Yuanpei (Shaoxing)                                                    |      |
| Nanxun Zhangshi jiuzhai jianzhuqun 南浔张氏旧宅建筑群                                      | 5-488     | Huzhou shi 湖州市                                            | Altes Wohnhaus der Familie Zhang in Nanxun (Huzhou)                                               |      |
| Longshan Yushi jiuzhai janzhuqun 龙山虞氏旧宅建筑群                                        | 5-489     | Cixi shi 慈溪市                                              | Alte Gebäude der Familie Yu in Longshan (Cixi)                                                    |      |
| Xinsijun Su Zhe junqu jiuzhi 新四军苏浙军区旧址                                            | 5-490     | Changxing xian 长兴县                                        | Stätte der Jiangsu-Zhejiang Militärregion der Neuen Vierten Armee (Kreis Changxing)               |      |
| Siliandui zaozhi zuofang 四连碓造纸作坊                                                    | 5-517     | Wenzhou shi 温州市                                           | Siliandui Papier-Manufaktur (Wenzhou)                                                             |      |
| Huaniao dengta 花鸟灯塔                                                                    | 5-518     | Shengsi xian 嵊泗县                                          | Huaniaoshan-Leuchtturm (Kreis Shengsi)                                                            |      |
| Kuahuqiao yizhi 跨湖桥遗址                                                                 | 6-82      | Hangzhou shi 杭州市                                          | Kuahuqiao-Stätte (der Kuahuqiao-Kultur in Xiaoshan, Neolithikum) (Hangzhou)                       |      |
| Shangshan yizhi 上山遗址                                                                   | 6-83      | Pujiang xian 浦江县                                          | Shangshan-Stätte (der Shangshan-Kultur, frühes Neolithikum) (Kreis Pujiang)                       |      |
| Tanjiawan yizhi 谭家湾遗址                                                                 | 6-84      | Tongxiang shi 桐乡市                                         | Tanjiawan-Stätte (frühe Majiabang-Kultur) (Tongxiang)                                             |      |
| Nanhebang yizhi 南河浜遗址                                                                 | 6-85      | Jiaxing shi 嘉兴市                                           | Nanhebang-Stätte (Jiaxing)                                                                        |      |
| Qianshanyang yizhi 钱山漾遗址                                                              | 6-86      | Huzhou shi 湖州市                                            | Qianshanyang-Stätte (Huzhou)                                                                      |      |
| Maowanli yaozhi 茅湾里窑址                                                                 | 6-87      | Hangzhou                                                     | Maowanli-Brennofenstätte (in Xiaoshan) (Hangzhou)                                                 |      |
| Fusheng yao zhi 富盛窑址                                                                   | 6-88      | Shaoxing                                                     | Stätte des Brennofens von Fusheng (Stadtbezirk Keqiao, aus der Zeit der Streitenden Reiche)       |      |
| Dipu chengzhi 递铺城址                                                                     | 6-89      | Anji xian 安吉县                                             | Stätte der Stadt Dipu (Kreis Anji)                                                                |      |
| Xiaoxiantan yao zhi 小仙坛窑址                                                             | 6-90      | Shangyu                                                      | Stätte des Xiaoxiantan-Brennofens (in Shangyu, aus der Zeit der Östlichen Han-Dynastie)           |      |
| Jiaotanxia he Laohudong yaozhi 郊坛下和老虎洞窑址                                          | 6-91      | Hangzhou shi 杭州市                                          | Stätten der Jiaotanxia- und Laohudong-Brennöfen (Hangzhou)                                        |      |
| Yongfeng ku yizhi 永丰库遗址                                                               | 6-92      | Ningbo shi 宁波市                                            | Stätte des Yongfeng-Lagerhauses (in Ningbo, aus der Yuan-Dynastie)                                |      |
| Dongyang tudunmu qun 东阳土墩墓群                                                          | 6-249     | Dongyang shi 东阳市                                          | Erdhügelgräber von Dongyang (Dongyang)                                                            |      |
| Gaoshi jiazu mudi 高氏家族墓地                                                             | 6-250     | Yueqing shi 乐清市                                           | Gräber des Gao-Clans (Yueqing)                                                                    |      |
| Yu Qian mu 于谦墓                                                                          | 6-251     | Hangzhou shi 杭州市                                          | Grab von Yu Qian (Hangzhou)                                                                       |      |
| Ningbo tianning si 宁波天宁寺                                                              | 6-539     | Ningbo shi 宁波市                                            | Tianning-Tempel zu Ningbo (Ningbo)                                                                |      |
| Dusongguan he gu yidao 独松关和古驿道                                                      | 6-540     | Anji xian 安吉县                                             | Dusong-Pass und alter Postweg (Kreis Anji)                                                        |      |
| Xin He zhaqiao qun 新河闸桥群                                                              | 6-541     | Wenling shi 温岭市                                           | Schleusenbrücken am Fluss Xin He (Wenling)                                                        |      |
| Songyang Yanqing si ta 松阳延庆寺塔                                                        | 6-542     | Songyang xian 松阳县                                         | Pagode des Yanqing-Tempels (im Dorf Tashixia im Westen des Kreises Songyang)                      |      |
| Shouchang qiao 寿昌桥                                                                      | 6-543     | Deqing xian 德清县                                           | Shouchang-Brücke (Kreis Deqing)                                                                   |      |
| Chixi Wudong qiao 赤溪五洞桥                                                               | 6-544     | Cangnan xian 苍南县                                          | Wudong-Brücke von Chixi (Steinplattenbrücke aus fünf Platten) (Kreis Cangnan)                     |      |
| Ayuwang si 阿育王寺                                                                        | 6-545     | Ningbo shi 宁波市                                            | Aśoka-Tempel (Ningbo)                                                                             |      |
| Putuoshan Duobao ta 普陀山多宝塔                                                           | 6-546     | Zhoushan shi 舟山市                                          | Duobao-Pagode des Putuo-Berges (Zhoushan)                                                         |      |
| Baiyunzhuang he Huang Zongxi, Wan Sitong, Quan Zusheng mu 白云庄和黄宗羲、万斯同、全祖望墓 | 6-547     | Ningbo shi 宁波市                                            | Baiyunzhuang und Gräber von Huang Zongxi, Wan Sitong, Quan Zusheng (Ningbo)                       |      |
| Zhiyan cun jianzhuqun 芝堰村建筑群                                                         | 6-548     | Lanxi shi 兰溪市                                             | Alte Gebäude des Dorfes Zhiyan (Lanxi)                                                            |      |
| Furongcun gu jianzhuqun 芙蓉村古建筑群                                                     | 6-549     | Yongjia xian 永嘉县                                          | Alte Gebäude des Dorfes Furong (Lotosdorf) (Kreis Yongjia)                                        |      |
| Quzhou chengqiang 衢州城墙                                                                 | 6-550     | Quzhou 衢州市                                                | Alte Stadtmauer von Quzhou (Quzhou)                                                               |      |
| Ancheng chengqiang 安城城墙                                                                | 6-551     | Anji xian 安吉县                                             | Alte Stadtmauer von Ancheng (Kreis Anji)                                                          |      |
| Shengjing shan shidian 圣井山石殿                                                          | 6-552     | Rui'an shi 瑞安市                                            | Shengjingshan-Steinhalle (Rui’an)                                                                 |      |
| Cicheng gu jianzhuqun 慈城古建筑群                                                         | 6-553     | Ningbo shi 宁波市                                            | Gebäude der alten Gemeinde Cicheng (Ningbo)                                                       |      |
| Tiantong si 天童寺                                                                         | 6-554     | Ningbo shi 宁波市                                            | Tiantong-Tempel (Ningbo)                                                                          |      |
| Wang Shouren guju he mu 王守仁故居和墓                                                     | 6-555     | Yuyao shi 余姚市                                             | Ehemaliger Wohnsitz und Grab von Wang Shouren (Yuyao)                                             |      |
| Qingteng shuwu he Xu Wei mu 青藤书屋和徐渭墓                                               | 6-556     | Shaoxing shi 绍兴市                                          | Qingteng-Studio und Grab von Xu Wei (Shaoxing)                                                    |      |
| Ninghai gu xitai 宁海古戏台                                                                | 6-557     | Ninghai xian 宁海县                                          | Alte Bühne von Ninghai (Kreis Ninghai)                                                            |      |
| Taishun langqiao 泰顺廊桥                                                                  | 6-558     | Taishun xian 泰顺县                                          | Wandelbrücke von Taishun (Kreis Taishun)                                                          |      |
| Shishui dingbu 仕水矴步 (auch 仕水碇歩, 仕水碇埠)                                          | 6-559     | Taishun xian 泰顺县                                          | Shishui-Trittsteinbrücke (Kreis Taishun)                                                          |      |
| Yushan gu chachang 玉山古茶场                                                              | 6-560     | Pan'an xian 磐安县                                           | Alte Teeplantage von Yushan (Kreis Pan’an)                                                        |      |
| Juxi Kongshi jiamiao 榉溪孔氏家庙                                                          | 6-561     | Pan'an xian 磐安县                                           | Ahnentempel der Familie Kong im Dorf Juxi (Südliche Song-Dynastie) (Kreis Pan’an)                 |      |
| Chongren cun jianzhuqun 崇仁村建筑群                                                       | 6-562     | Shengzhou shi 嵊州市                                         | Alte Gebäude des Dorfes Chongrencun (Shengzhou)                                                   |      |
| Sanqingkou zhici zuofang 三卿口制瓷作坊                                                    | 6-563     | Jiangshan shi 江山市                                         | Porzellan-Manufaktur von Sanqingkou (Jiangshan)                                                   |      |
| Shunxi gu jianzhuqun 顺溪古建筑群                                                          | 6-564     | Pingyang xian 平阳县                                         | Alte Gebäude von Shunxi (Kreis Pingyang)                                                          |      |
| Moshi zhuangyuan 莫氏庄园                                                                  | 6-565     | Pinghu shi 平湖市                                            | Landgut der Familie Mo (Pinghu)                                                                   |      |
| Fayu si 法雨寺                                                                             | 6-566     | Zhoushan shi 舟山市                                          | Fayu-Tempel (auf dem Putuo-Berg) (Zhoushan)                                                       |      |
| Guzhu gongchayuan ji moya 顾渚贡茶院遗址及摩崖                                             | 6-822     | Changxing xian 长兴县                                        | Teetributsinstitution und Felsinschriften im Dorf Guzhu (Tang-Dynastie) (Kreis Changxing)         |      |
| Anguo si jingchuang 安国寺经幢                                                             | 6-823     | Haining shi 海宁市                                           | Buddhistische Steinsäule des Anguo-Tempels (aus der Tang-Dynastie, in Guanzhen, Yanguan, Haining) |      |
| Falong si jingchuang 法隆寺经幢                                                            | 6-824     | Jinhua shi 金华市                                            | Buddhistische Steinsäule des Falong-Tempels (Jinhua)                                              |      |
| Datongxuetang he Xu Xilin guju 大通学堂和徐锡麟故居                                        | 6-944     | Shaoxing shi 绍兴市                                          | Datongxuetang und ehemaliger Wohnsitz von Xu Xilin (Shaoxing)                                     |      |
| Jiangbei tianzhu jiaotang 江北天主教堂                                                     | 6-945     | Ningbo shi 宁波市                                            | Kathedrale zum Gedächtnis der Sieben Schmerzen Mariens zu Jiangbei (Ningbo)                       |      |
| Liji yixue tang jiuzhi 利济医学堂旧址                                                      | 6-946     | Rui'an shi 瑞安市                                            | Alte Liji-Medizinschule (1885) (Rui’an)                                                           |      |
| Wang Guowei guju 王国维故居                                                                | 6-947     | Haining shi 海宁市                                           | Ehemaliger Wohnsitz von Wang Guowei (Haining)                                                     |      |
| Ma Yinchu guju 马寅初故居                                                                  | 6-948     | Shengzhou shi 嵊州市                                         | Ehemaliger Wohnsitz von Ma Yinchu (Shengzhou)                                                     |      |
| Mogan shan bieshuqun 莫干山别墅群                                                          | 6-949     | Deqing xian 德清县                                           | Moganshan-Villen (Kreis Deqing)                                                                   |      |
| Qiantang Jiang daqiao 钱塘江大桥                                                           | 6-950     | Hangzhou shi 杭州市                                          | Qiantang-Jiang-Brücke (Hangzhou)                                                                  |      |
| Zhijiang daxue jiuzhi 之江大学旧址                                                         | 6-951     | Hangzhou shi 杭州市                                          | Hangchow University (alter Sitz) (Hangzhou)                                                       |      |
| Jianqiao Zhongyang hang-xiao jiuzhi 笕桥中央航校旧址                                       | 6-952     | Hangzhou shi 杭州市                                          | Alte Stätte der Nationalen Luftfahrtschule in Jianqiao (Hangzhou)                                 |      |
| Zhang Taiyan guju 章太炎故居                                                               | 6-953     | Hangzhou shi 杭州市                                          | Ehemaliger Wohnsitz von Zhang Taiyan (Hangzhou)                                                   |      |
| Qianye huiguan 钱业会馆                                                                    | 6-954     | Ningbo shi 宁波市                                            | Altes Bankgebäude (Ningbo)                                                                        |      |
| Chen Yingshi mu 陈英士墓                                                                   | 6-955     | Huzhou shi 湖州市                                            | Grab von Chen Yingshi (Huzhou)                                                                    |      |
| Zhedong Kang-Ri genjudi jiuzhi 浙东抗日根据地旧址                                          | 6-956     | Yuyao shi 余姚市                                             | Ehemalige Stätte des Ost-Zhejiang-Stützpunktgebiets im Anti-Japanischen Krieg (1943) (Yuyao)      |      |
| Tashan yizhi 塔山遗址                                                                      | 7-173     | Ningbo Shi 宁波市                                            | Tashan-Stätte (Jungsteinzeit bis Zhou-Dynastie) (Xiangshan)                                       |      |